# Schnottwil
Schnottwil é uma comuna da Suíça, situada no distrito de Bucheggberg, no cantão de Soleura. Tem 7,16 km² de área e sua população em 2018 foi estimada em 1.135 habitantes.